# Elecciones municipales de Moyobamba de 1998
Las elecciones municipales de Moyobamba de 1998 se llevaron a cabo el 11 de octubre de 1998 para elegir al alcalde y al Concejo Provincial de Moyobamba para el periodo 1999-2002. La elección se celebró simultáneamente con elecciones municipales en todo el país.

## Sistema electoral
La Municipalidad Provincial de Moyobamba es el órgano administrativo y de gobierno de la provincia de Moyobamba. Está compuesta por el alcalde y el Concejo Provincial.
La votación del alcalde y el concejo se realiza en base al sufragio universal, que comprende a todos los ciudadanos nacionales mayores de dieciocho años, empadronados y residentes en la provincia de Moyobamba y en pleno goce de sus derechos políticos, así como a los ciudadanos no nacionales residentes y empadronados en la provincia de Moyobamba.
El Concejo Provincial de Moyobamba está compuesto por 9 regidores elegidos por sufragio directo para un período de cuatro (4) años, en forma conjunta con la elección del alcalde (quien lo preside). La votación es por lista cerrada y bloqueada. Para que una lista sea proclamada ganadora debe obtener más del 20% de los votos válidos; en caso ninguna lista logre ese porcentaje, los dos listas más votadas participan en una segunda vuelta o balotaje. Se asigna a la lista ganadora los escaños según el método d'Hondt o la mitad más uno, lo que más le favorezca.

## Composición del Concejo Provincial de Moyobamba
La siguiente tabla muestra la composición del Concejo Provincial de Moyobamba antes de las elecciones.
| Partidos | Partidos                                                 | Regidores |
| -------- | -------------------------------------------------------- | --------- |
|          | Acción Popular                                           | 8         |
|          | Lista Independiente N° 9 Somos Moyobamba 95 de Moyobamba | 2         |
|          | Lista Independiente N° 5 Cambio Democrático de Moyobamba | 2         |
|          | Lista Independiente N° 3 Unidos por Moyobamba            | 1         |
|          | Lista Independiente N° 7 Paz y Trabajo 95 de Moyobamba   | 1         |

## Partidos y candidatos
A continuación se muestra una lista de los principales partidos y alianzas electorales que participaron en las elecciones:
| Candidatura | Candidatura | Partidos y alianzas                                            | Candidatos | Candidatos                     | Ideología                                   | Resultado previo | Resultado previo | Ref. |
| Candidatura | Candidatura | Partidos y alianzas                                            | Candidatos | Candidatos                     | Ideología                                   | Votos (%)        | Reg.             | Ref. |
| ----------- | ----------- | -------------------------------------------------------------- | ---------- | ------------------------------ | ------------------------------------------- | ---------------- | ---------------- | ---- |
|             | AP          | Lista - Acción Popular (AP)                                    |            | Juan Portocarrero Hidalgo      | Humanismo Nacionalismo cívico Reformismo    | 24.30%           | 8                |      |
|             | APRA        | Lista - Partido Aprista Peruano (APRA)                         |            | Mardonio del Castillo Reátegui | Aprismo                                     | Nuevo            | Nuevo            |      |
|             | VV          | Lista - Movimiento Independiente Vamos Vecino (VV)             |            | Ramón Leveau Ramírez           | Fujimorismo                                 | Nuevo            | Nuevo            |      |
|             | SP          | Lista - Movimiento Independiente Somos Perú (SP)               |            | Eduardo Díaz Acosta            | Democracia cristiana Conservadurismo social | Nuevo            | Nuevo            |      |
|             | IND         | Lista - Lista Independiente Integración Provincial             |            | Félix Sandoval Sánchez         | Localismo moyobambino                       | Nuevo            | Nuevo            |      |
|             | IND         | Lista - Lista Independiente Somos Moyobamba 98                 |            | Néstor Aguilar Pacheco         | Localismo moyobambino                       | Nuevo            | Nuevo            |      |
|             | IND         | Lista - Lista Independiente Movimiento Independiente Alto Mayo |            | Pablo Cruzalegui Sánchez       | Localismo moyobambino                       | Nuevo            | Nuevo            |      |
|             | IND         | Lista - Lista Independiente Hormigas                           |            | José Gil Arbildo               | Localismo moyobambino                       | Nuevo            | Nuevo            |      |

## Resultados

### Sumario general
| Partidos y coaliciones | Partidos y coaliciones                                 | Voto popular | Voto popular | Voto popular | Regidores | Regidores |
| Partidos y coaliciones | Partidos y coaliciones                                 | Votos        | %            | ±pp          | Total     | +/−       |
| ---------------------- | ------------------------------------------------------ | ------------ | ------------ | ------------ | --------- | --------- |
|                        | Movimiento Independiente Vamos Vecino (VV)             | 7,527        | 28.02        | Nuevo        | 0         | n/a       |
|                        | Lista Independiente Integración Provincial             | 5,456        | 20.31        | n/a          | 0         | n/a       |
|                        | Lista Independiente Somos Moyobamba 98                 | 5,454        | 20.30        | n/a          | 0         | n/a       |
|                        | Partido Aprista Peruano (APRA)                         | 4,166        | 15.51        | n/a          | 0         | n/a       |
|                        | Lista Independiente Movimiento Independiente Alto Mayo | 1,896        | 7.06         | n/a          | 0         | n/a       |
|                        | Acción Popular (AP)                                    | 1,166        | 4.34         | –19.96       | 0         | n/a       |
|                        | Movimiento Independiente Somos Perú (SP)               | 950          | 3.54         | Nuevo        | 0         | n/a       |
|                        | Lista Independiente Hormigas                           | 246          | 0.92         | n/a          | 0         | n/a       |
|                        |                                                        |              |              |              |           |           |
| Total                  | Total                                                  | 26,861       |              |              | 9         | –5        |
|                        |                                                        |              |              |              |           |           |
| Votos válidos          | Votos válidos                                          | 26,861       | 88.99        | +11.82       |           |           |
| Votos en blanco        | Votos en blanco                                        | 1,169        | 3.87         | –7.90        |           |           |
| Votos nulos            | Votos nulos                                            | 2,154        | 7.14         | –3.92        |           |           |
| Votos emitidos         | Votos emitidos                                         | 30,184       | 80.23        | +5.53        |           |           |
| Abstenciones           | Abstenciones                                           | 7,438        | 19.77        | –5.53        |           |           |
| Votantes registrados   | Votantes registrados                                   | 37,622       |              |              |           |           |
|                        |                                                        |              |              |              |           |           |
| Fuente:                |                                                        |              |              |              |           |           |

## Elecciones municipales distritales

### Resultados por distrito
La siguiente tabla enumera el control de los distritos de la provincia de Moyobamba. El cambio de mando de una organización política se resalta del color de ese partido.
| Distrito  | Alcalde(sa) titular          | Partido político | Partido político          | Alcalde(sa) electo(a)                          | Partido político                               | Partido político                               |
| --------- | ---------------------------- | ---------------- | ------------------------- | ---------------------------------------------- | ---------------------------------------------- | ---------------------------------------------- |
| Calzada   | Llimy Díaz La Torre          |                  | Lista Independiente N° 19 | Elecciones municipales complementarias de 1999 | Elecciones municipales complementarias de 1999 | Elecciones municipales complementarias de 1999 |
| Habana    | Donald Villacorta del Águila |                  | Lista Independiente N° 3  | Elecciones municipales complementarias de 1999 | Elecciones municipales complementarias de 1999 | Elecciones municipales complementarias de 1999 |
| Jepelacio | José Villacrez Celis         |                  | Lista Independiente N° 9  | Elecciones municipales complementarias de 1999 | Elecciones municipales complementarias de 1999 | Elecciones municipales complementarias de 1999 |
| Soritor   | Dositeo Montenegro Guevara   |                  | Lista Independiente N° 17 | Elecciones municipales complementarias de 1999 | Elecciones municipales complementarias de 1999 | Elecciones municipales complementarias de 1999 |
| Yantaló   | Pablo Vela Marín             |                  | Lista Independiente N° 9  | Elecciones municipales complementarias de 1999 | Elecciones municipales complementarias de 1999 | Elecciones municipales complementarias de 1999 |